# Wimbledon Championships 1896
Die 20. Auflage der Wimbledon Championships fand 1896 auf dem Gelände des All England Lawn Tennis and Croquet Club an der Worple Road statt. Mit 31 Spielern meldeten sich bei den Herren so viele an wie seit 1881 nicht mehr. Nachdem beim Turnier im vorigen Jahr viele Spieler nicht zu ihren Spielen in der ersten oder zweiten Runde angetreten waren, wurde eine Ehrenplakette eingeführt, die Spielern nach einer Niederlage in einer dieser Runden verliehen wurde.

## Herreneinzel
Harold Mahony konnte, nachdem er Wilberforce Vaughan Eaves im All-Comers-Finale geschlagen hatte, auch die Challenge Round gegen den Vorjahressieger Wilfred Baddeley für sich entscheiden. Es war Mahonys einziger Titel bei Wimbledon.

## Dameneinzel
Bei den Damen verteidigte Charlotte Cooper ihren Titel in der Challenge Round gegen Alice Pickering in zwei Sätzen.

## Herrendoppel
Die Brüder Wilfred und Herbert Baddeley errangen ihren vierten und letzten Doppeltitel. In der Challenge Round holten sie gegen Reginald Doherty und Harold Nisbet einen 0:2-Satzrückstand auf und siegten schließlich mit 1:6, 3:6, 6:4, 6:1 und 6:1.